# Vilma Espín
Vilma Lucila Espín Guillois (Santiago di Cuba, 7 aprile 1930 – L'Avana, 18 giugno 2007) è stata una rivoluzionaria e attivista cubana.

## Biografia
Era la moglie dell'ex presidente cubano Raúl Castro fratello dello storico leader cubano Fidel Castro, che conobbe durante la guerriglia sulla Sierra Maestra. Si sposò con Raúl Castro appena qualche settimana dopo la deposizione del dittatore Fulgencio Batista da parte del Movimento del 26 luglio.  Con quest'ultimo ebbe  quattro figli (Deborah, Mariela, Nilsa e Alejandro) ed ebbe anche sette nipoti dai suoi figli.  Sua figlia Mariela è attualmente direttrice del centro nazionale cubano per l'educazione sessuale e suo figlio Alejandro è un colonnello nel ministero degli interni cubano.
La Espín è morta il 18 giugno 2007 dopo una lunga malattia. In seguito alla sua morte è stato dichiarato un periodo di lutto nazionale. Fidel Castro ha pronunciato un elogio nei suoi confronti enfatizzando i suoi meriti e lavori. Il suo corpo è stato cremato e suoi resti giacciono nel mausoleo Frank País di Santiago di Cuba.